# بيزو ستراتشوغو
بيزو ستراتشوغو (بالإنجليزية: Pizzo Straciugo)‏ هو أحد جبال سلسلة جبال الألب بينيني ويقع في كانتون فاليز في سويسرا. يحتل المرتبة رقم 290 في قائمة جبال سويسرا من حيث الارتفاع، إذ يبلغ ارتفاعه حوالي 2713 متر، بينما يبلغ ارتفاع نتوء الجبل 335 متر.